# Benkamp
Der Benkamp ist ein Weiler im Ortsteil Langenholthausen der Stadt Balve. Die vorwiegend durch landwirtschaftliche Betriebe geprägte Siedlung mit etwa zehn Wohnhäusern liegt an der Bundesstraße 229 und ist umgeben von Feldern und Wiesen.

## Geschichte
Im 13. Jahrhundert befand sich hier bereits ein Rittergut, das im 19. Jahrhundert vom preußischen Staat in Privatbesitz übergeben wurde.